# Whatchado

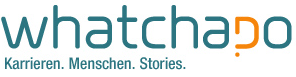
Ehemaliges Logo

whatchado ist ein österreichisches Web-Portal mit Sitz in Wien, das sich als Handbuch der Lebensgeschichten versteht. Der Name whatchado kommt aus dem amerikanischen Slang für die Frage: “What do you do?” Die Idee dahinter ist, Jugendliche bei ihrer Berufsorientierung zu unterstützen, indem ihnen auf der Website Video-Interviews mit verschiedenen Berufstätigen vorgestellt werden. Darin erzählen Menschen von ihrem Beruf und Werdegang. Außerdem wird ein Abgleich von Neigungen angeboten. Nach der Abfrage von Interessen werden den Usern Videos von Menschen gezeigt, die dieselben Fragen gleich oder ähnlich beantwortet haben. Die Plattform deckt dabei zahlreiche Berufsbilder ab und befragt Personen aller Hierarchiestufen – vom Lehrling bis zum Bundespräsidenten.

## Beschreibung
whatchado ging 2011 als Karriereplattform online. Die whatchado GmbH wurde im Januar 2012 von Ali Mahlodji, Jubin Honarfar, Stefan Patak, Manuel Bovio und Kambis Kohansal Vajargah gegründet. Zielgruppe der Plattform sind vor allem junge Menschen, daher wird intensiv auf Social Media sowie diversen Messen und Veranstaltungen kommuniziert. Die Mitarbeiter von whatchado führen im Vier-Augen-Setting Interviews mit Menschen aus unterschiedlichen Bereichen und befragen sie dabei zu ihrem Beruf und ihrem Background. Die Interviews finden meist an den jeweiligen Arbeitsplätzen statt, folgen aber immer dem gleichen Muster, um sie vergleichbar zu machen.
In dieser Form wurden über 6.200 Video-Stories (Stand Herbst 2017) produziert. Jeder Interviewpartner beantwortet dieselben Fragen wie der User im Neigungs-Abgleich. Auf Basis dieser Daten werden dem Benutzer Videos von Menschen vorgeschlagen, die die gleichen Interessen haben. Interessiert sich der User für ein Berufsbild, werden ihm gleichzeitig entsprechende aktuelle Stelleninserate vorgeschlagen.
Für Businesspartner ist es möglich, eine Businesspage als eigenen Channel auf whatchado einzurichten sowie die Interviews von ihren Angestellten auf der firmeneigenen Website oder Facebook-Seite einzubetten und ihr Unternehmen somit einem breiten Publikum vorzustellen. Zentrale Aspekte im Konzept sind die Authentizität der Interviewten und die realistische Darstellung von vielen verschiedenen Berufsbildern und Werdegängen aus der Praxis.

## Auszeichnungen
- Winner Personalmarketing Slam 2.0 (2014)
- Winner Startup Rockstar Austria (2014)
- Winner European Youth Award (2013)[4]
- Ernennung zum EU Jugendbotschafter auf Lebenszeit (2013)
- Winner UN World Summit Award (2013)[5]
- Winner HR Innovation Award (2013)[6]
- Winner Deutscher Preis für Onlinekommunikation (2013)[7]
- Winner TRIGOS Award (2013)[8]
- Winner Mingo Award (2013)[9]
- Winner Content Award (2012)[10]
- Winner Netidee (2012)[11]
- Winner Social Impact Award (2011)[12]

## Nominierungen
- Finalist TRIGOS Award (2012)[13]
- Finalist HR Excellence Awards Deutschland (2012)
- Finalist GetInTheRing StartUp Competition, Netherlands (2013)[14]
- Top 50 Startups Europas – StartUp Week (2011)[15]
- Finalist Act for Impact Award Germany (2012)